# Времеубежище
«Времеубежище» — роман болгарского писателя Георги Господинова, вышедший в 2020 году. В 2021 году его итальянский перевод под названием «Cronorifugio» был награждён европейской премией «Стрега». В 2023 году роман, в переводе Анджелы Родель на английский язык, получил Международную букеровскую премию, став первым романом на болгарском языке, который её удостоился. На русском языке книга вышла в 2023 году, в издательстве Поляндрия No Age, переводчик Наталия Нанкинова.

## Сюжет
Действие романа разворачивается вокруг рассказчика и его приятеля Гаустина, психиатра, который решает открыть в Цюрихе клинику для людей с болезнью Альцгеймера. Там он планирует лечить пациентов необычным способом — возвращая их в прошлое. Нет, речь идёт не о машине времени — Гаустин намерен воссоздать в комнатах-палатах клиники мир, визуально приближенный к каждому из десятилетий прошлого века: мебель, постеры на стенах, одежда и другие узнаваемы предметы интерьера — для каждой эпохи — свои. (По сюжету, проведённые исследования доказали, что такой способ лечения болезни Альцгеймера даёт неплохие результаты и даже позволяет добиться ремиссии.) Артефакты поручено собирать рассказчику — в поисках предметов из прошлого он путешествует по странам.
Вскоре идея «лечения прошлым» становится такой популярной, что филиалы клиники Гаустина открываются во многих крупных европейских городах, а их пациентами становятся здоровые люди, которые настолько одержимы желанием попасть в прошлое, что готовы даже притворяться сумасшедшими. Ситуация буквально выходит из под контроля, с каждым днём всё увереннее приближаясь к абсурдной, а когда в Европе уже проводятся референдумы, на которых страны всерьёз выбирают, в каком прошедшем десятилетии им необходимо жить в будущем, становится ясно: наступает катастрофа здравого смысла.

## Критика
В 2023 году роман «Времеубежище» вошёл в шорт-лист Международной букеровской премии и стал её лауреатом. 
«Наш лауреат, „Времеубежище“, — блестящий роман, полный иронии и меланхолии. Это глубокое произведение, посвященное очень современному вопросу: что происходит с нами, когда наши воспоминания исчезают? Георги Господинову удивительно удается иметь дело как с индивидуальными, так и с коллективными судьбами, и именно этот сложный баланс между интимным и универсальным убедил и тронул нас», — заявила глава жюри премии Лейла Слимани.

## Издания
- Георги Господинов. Времеубежище / Перевод с болгарского Наталии Нанкиновой. — Санкт-Петербург: Polyandria NoAge, 2023. — 285 с. — ISBN 978-5-6048275-2-9.